# Campionats del món de ciclisme en ruta de 1968
Els Campionats del món de ciclisme en ruta de 1968 es disputaren el 31 d'agost i 1 de setembre de 1968 a Imola, Itàlia, per a les curses individuals masculina i femenina; mentre les proves olímpiques es disputaren durant el novembre a Montevideo, Uruguai.

## Resultats
| Proves :                            | Or                                                                                | Or         | Argent                                                                  | Argent   | Bronze                                                                          | Bronze    |
| Masculines                          |                                                                                   |            |                                                                         |          |                                                                                 |           |
| Cursa en línia masculina detalls    | Vittorio Adorni · Itàlia                                                          | 7h 27' 39" | Herman Van Springel · Bèlgica                                           | + 9' 50" | Michele Dancelli · Itàlia                                                       | + 10' 18" |
| Cursa en línia masculina amateur    | Vittorio Marcelli · Itàlia                                                        | 5h 00' 34" | Luis-Carlos Florès · Brasil                                             | -        | Erik Pettersson · Suècia                                                        | -         |
| Contrarellotge per equips masculins | Suècia · Erik Pettersson · Gösta Pettersson · Sture Pettersson · Tomas Pettersson | -          | Suïssa · Bruno Hubschmid · Robert Thalmann · Walter Burki · Erich Spahn | -        | Itàlia · Vittorio Marcelli · Flavio Martini · Giovanni Bramucci · Benito Pigato | -         |
| Femenines                           |                                                                                   |            |                                                                         |          |                                                                                 |           |
| Cursa en línia femenina detalls     | Keetie Hage · Països Baixos                                                       | 1h 29' 06" | Baiba Caune · Unió Soviètica                                            | m. t.    | Morena Tartagni · Itàlia                                                        | m. t.     |

## Medaller
| Posició | País           | Or | Plata | Bronze | Total |
| 1       | Itàlia         | 2  | 0     | 3      | 5     |
| 2       | Suècia         | 1  | 0     | 1      | 2     |
| 3       | Països Baixos  | 1  | 0     | 0      | 1     |
| 4       | Bèlgica        | 0  | 1     | 0      | 1     |
| 4       | Brasil         | 0  | 1     | 0      | 1     |
| 4       | Suïssa         | 0  | 1     | 0      | 1     |
| 4       | Unió Soviètica | 0  | 1     | 0      | 1     |
| Total   | Total          | 4  | 4     | 4      | 12    |